# 안성 용화사 석조여래입상
안성 용화사 석조여래입상은 경기도 안성시 미양면, 용화사에 있는 석불이다. 2002년 10월 10일 안성시의 향토유적 제45호로 지정되었다.

## 개요
용화사(龍華寺)는 지소현 스님이 불교 포교를 위해 고향으로 내려오던 중에 용이 하늘로 오르며 자신이 솟아난 땅을 내려다보는 꿈을 꾼 후 그 곳에 사찰을 건립하였다고 전해오며, 용화전(龍華殿)은 정면 3칸, 측면 2칸의 12평짜리 팔작지붕으로 법당 내 오른쪽에 석조여래입상과 작은 바위가 세워져 있는데, 이 불상과 바위에 관해서는 남녀 미륵불이 땅 속에서 솟아날 때, 지나가는 행인이 여미륵 위에 소변을 누는 바람에 미륵불이 못되었다는 전설이 내려오고 있어 임신하지 못하는 많은 사람들이 기도처로 활용하고 있다.
지상에 보이는 부분은 백색 수성페인트로 전체를 칠하고 이목구비는 흑색으로 칠해 있으며 지상에 보이는 석불의 총높이는 260㎝ 이고, 머리부분 높이는 70㎝이며, 머리부분 폭은 30㎝ 이고, 어깨부분 폭은 90㎝이며, 석불의 형상은 머리에 높은 원통형의 정상계주(頂上繫柱)와 이마에 타원형의 중앙계주(中央繫柱)를 가지고 두툼한 귀는 어깨까지 늘어져 있으며, 기다란 얼굴에 지그시 감은 눈, 이마 중앙에 백호(白蒿), 삼각형의 오똑한 코와 굳게 다문 입술은 긴 편이며, 입술과 턱 사이에 수염을 그려 놓았고 목에는 삼도(三道)가 있다.
통견의 법의는 양어깨와 팔에 감싸 있고, 가슴은 사선으로 속옷이 보이며 왼손은 옷자락을 살짝 잡고 오른손은 앞으로 내밀어 손바닥을 위로 한 자세를 하고 있어, 조선후기에 유행한 미륵불의 영향을 받아 용화사 창건 시기에 제작된 것으로 보이며, 무릅 이하가 땅에 매몰되어 있어 실제의 전체높이를 정확히 알 수 없지만 법당이 3단의 축대 위에 서 있기 때문에 대략 3m 이상의 크기로 추정된다.
석조여래입상은 백색 수성페인트로 전체를 칠하고, 이목구비는 흑색으로 칠했던 것이나 최근 화재로 인해 전체적으로 덧칠해 있던 시멘트가 벗겨져 원래의 모습을 드러내고 있다. 원래의 석조여래입상은 파손이 비교적 심한 편이나 전체적인 양식으로 보았을 때 고려시대 조성된 것으로 추정된다.

## 참고 문헌
- 용화사석조여래입상 - 안성문화관광 - 시지정문화재